# Helianthemum caput-felis
L'eliantemo testa di gatto (Helianthemum caput-felis Boiss., 1838) è una pianta perenne appartenente alla famiglia delle Cistaceae.

## Descrizione
È una pianta erbacea che raggiunge i 30 cm di altezza. Le foglie hanno una forma lanceolata o largamente ellittica e misurano circa 1,5 cm di lunghezza. Sono di colore chiaro, quasi biancastro, e tomentose su entrambe le pagine. Sono presenti anche delle stipole, che tuttavia cadono precocemente. I fiori, di colore giallo intenso, hanno petali lunghi circa 1 cm e peduncoli lunghi da 5 a 7 cm; i sepali sono pelosi e due di essi, quelli più esterni, sono più corti e diritti degli altri. Il frutto è una capsula loculicida di forma ovoidale ed è composto da tre valve. Il periodo di fioritura va da marzo ad aprile.

## Distribuzione e habitat
La pianta è diffusa lungo le coste del Mediterraneo sudoccidentale, in Nordafrica e alle isole Baleari; in Italia è presente nella parte costiera della Sardegna occidentale. È tipica di ambienti costieri e cresce prevalentemente nei pascoli aridi litoranei e nelle garighe.